# Plumergat
Plumergat (bret.: Pluvergad) ist eine französische Gemeinde mit 4.199 Einwohnern (Stand: 1. Januar 2022) im Département Morbihan in der Region Bretagne. Die Gemeinde gehört zum Arrondissement Lorient und zum Kanton Auray.

## Geographie
Plumergat liegt im Binnenland des Départements Morbihan, ungefähr 15 Kilometer nordwestlich der Stadt Vannes.

## Geschichte
Funde belegen menschliche Anwesenheit zur Zeit der Gallier und Römer. Der Name deutet auf eine Gründung der Ortschaft vor dem 11. Jahrhundert hin. Die Kirchgemeinde mit dem Patron Saint-Thuriau wurde erstmals im 13. Jahrhundert erwähnt. Eine eigenständige Gemeinde wurde Plumergat aber erst 1790. Der Erste Weltkrieg forderte einen hohen Blutzoll. Auf dem Gedenkstein zur Ehre der Gefallenen sind 128 Namen aufgeführt.

### Bevölkerungsentwicklung
Zwischen und 1841 und 1886 blieb die Einwohnerzahl mehr oder minder stabil. Danach stabilisierte sie sich zwischen 1886 und 1906 auf einem höheren Niveau von rund 2500 Menschen. Die zahlreichen Todesfälle junger Männer im Ersten Weltkrieg führten zu einem Rückgang der Bevölkerung bis ins Jahr 1962 (1911–1962: −21 %). Seit 1968 wächst die Zahl der Bewohner durch die Nähe zu Vannes stark an (1968–2012: +113 %). Die Entwicklung:
| Jahr      | 1962 | 1968 | 1975 | 1982 | 1990 | 1999 | 2006 | 2012 | 2019 |
| Einwohner | 1734 | 1773 | 1961 | 2291 | 2449 | 2597 | 3143 | 3774 | 4178 |

## Sehenswürdigkeiten
- Dorfzentrum (Bourg)
- Elf Kirchen und Kapellen
- Quelle Saint-Thuriau
- Mehrere Wegkreuze

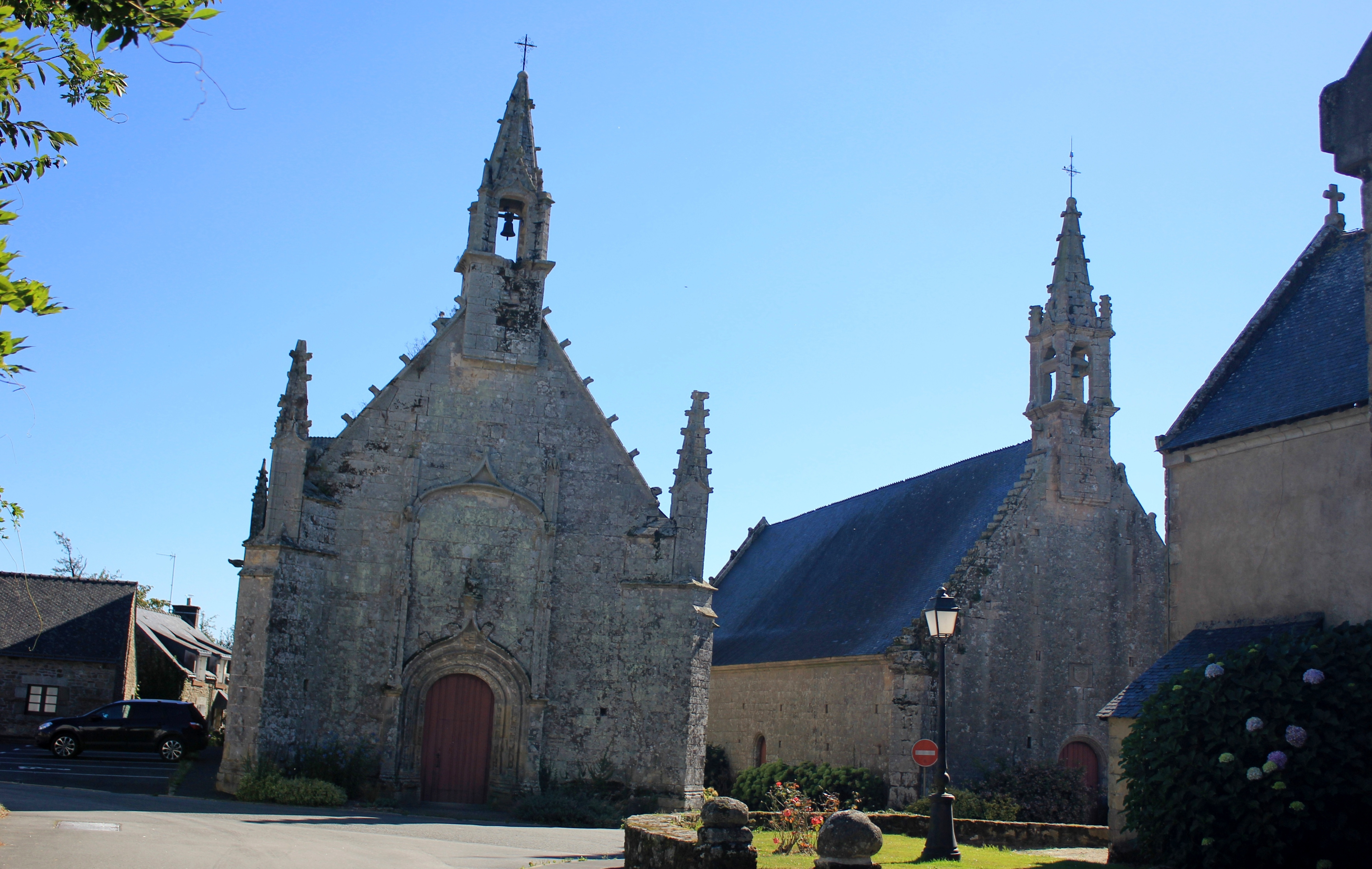
Ortszentrum mit seinen Kapellen
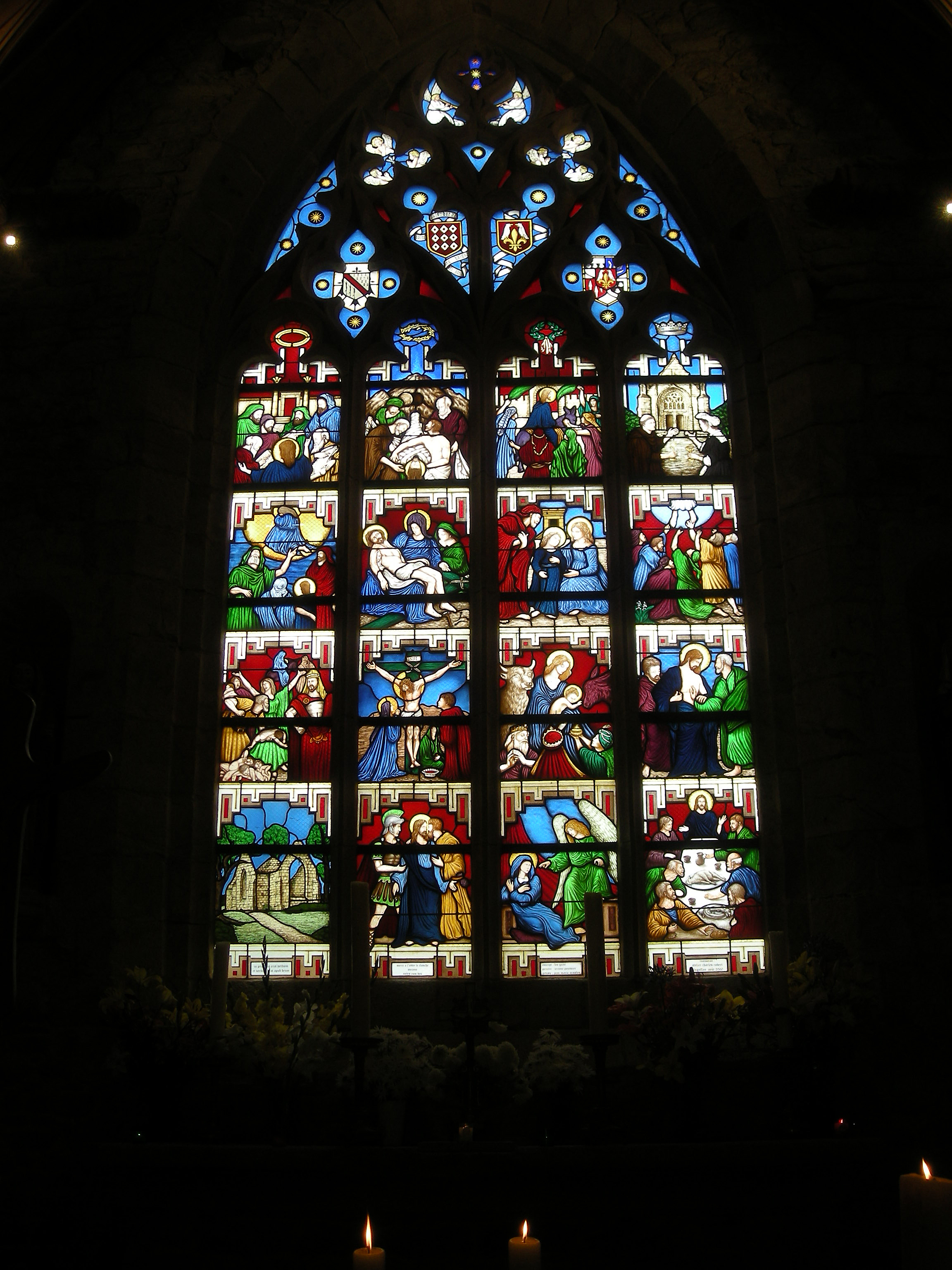
Kirchenfenster in der Kapelle von Gornévec
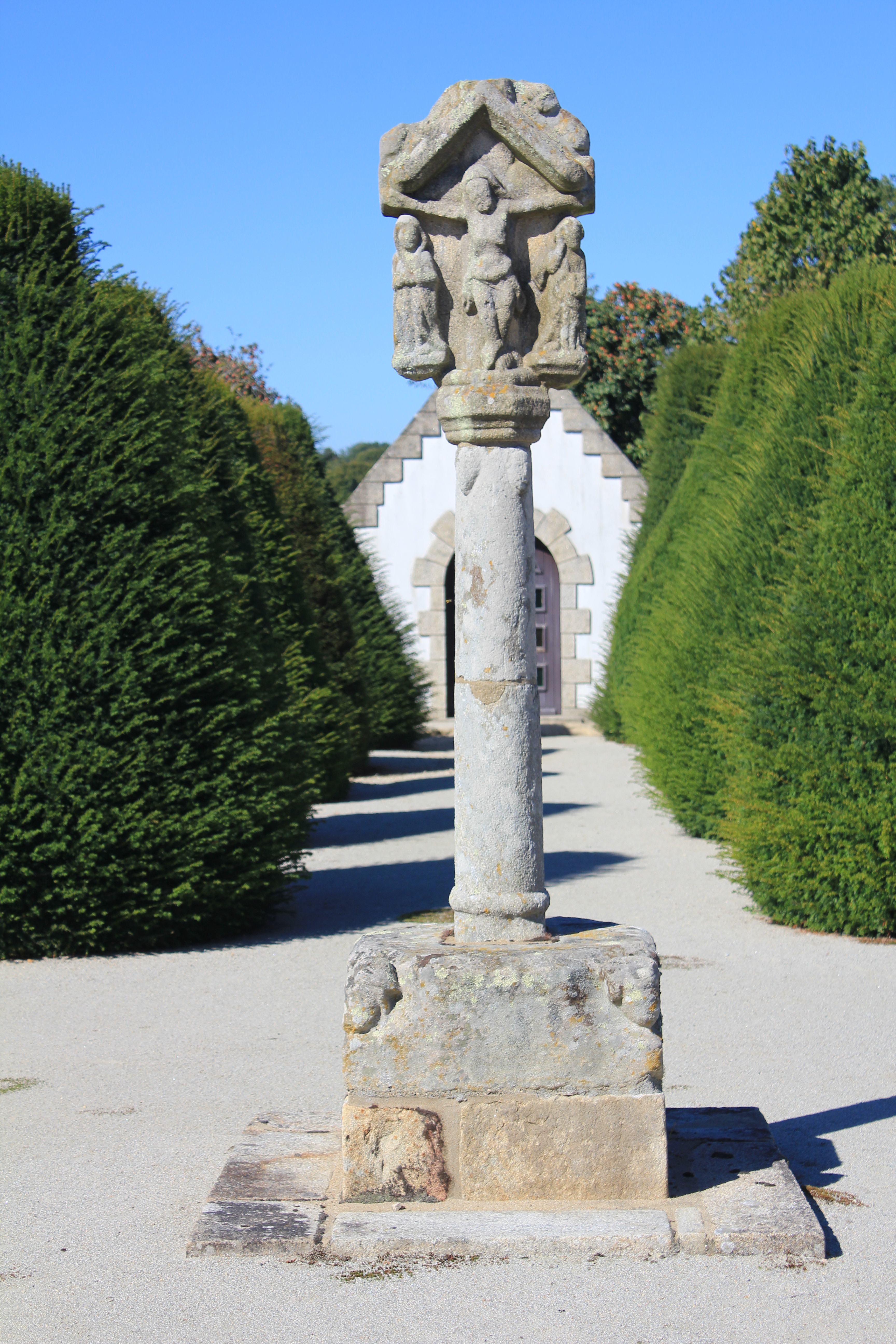
Kreuz auf dem Friedhof
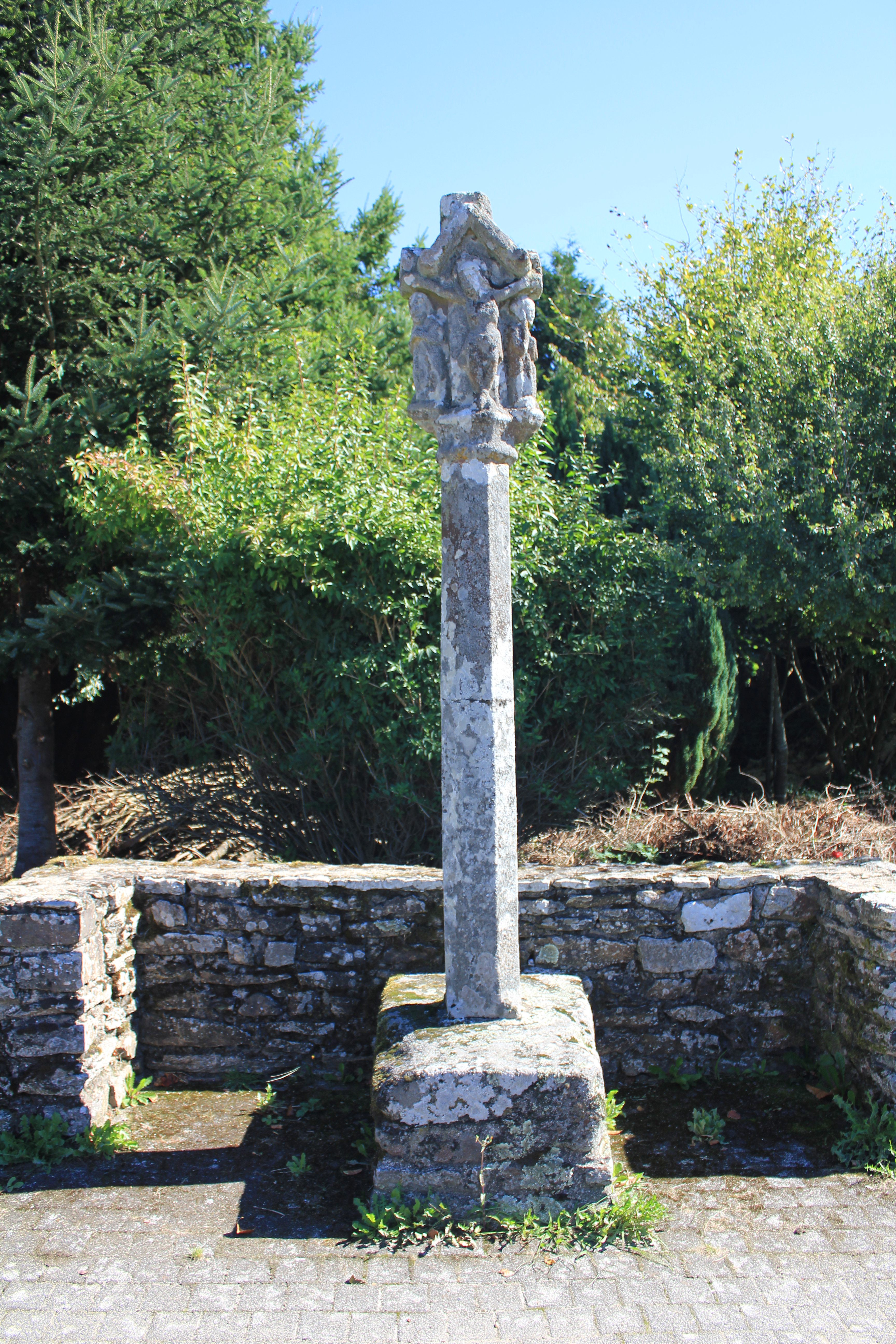
Das Wegkreuz Croix du Gouat